# DJI Avata 2
Die DJI Avata 2 ist eine ferngesteuerte kompakte Quadcopter FPV-Drohne für private und kommerzielle Luftbildfotografie und Videografie, hergestellt vom chinesischen Technologieunternehmen DJI. Sie wurde als Nachfolger der DJI Avata entwickelt.

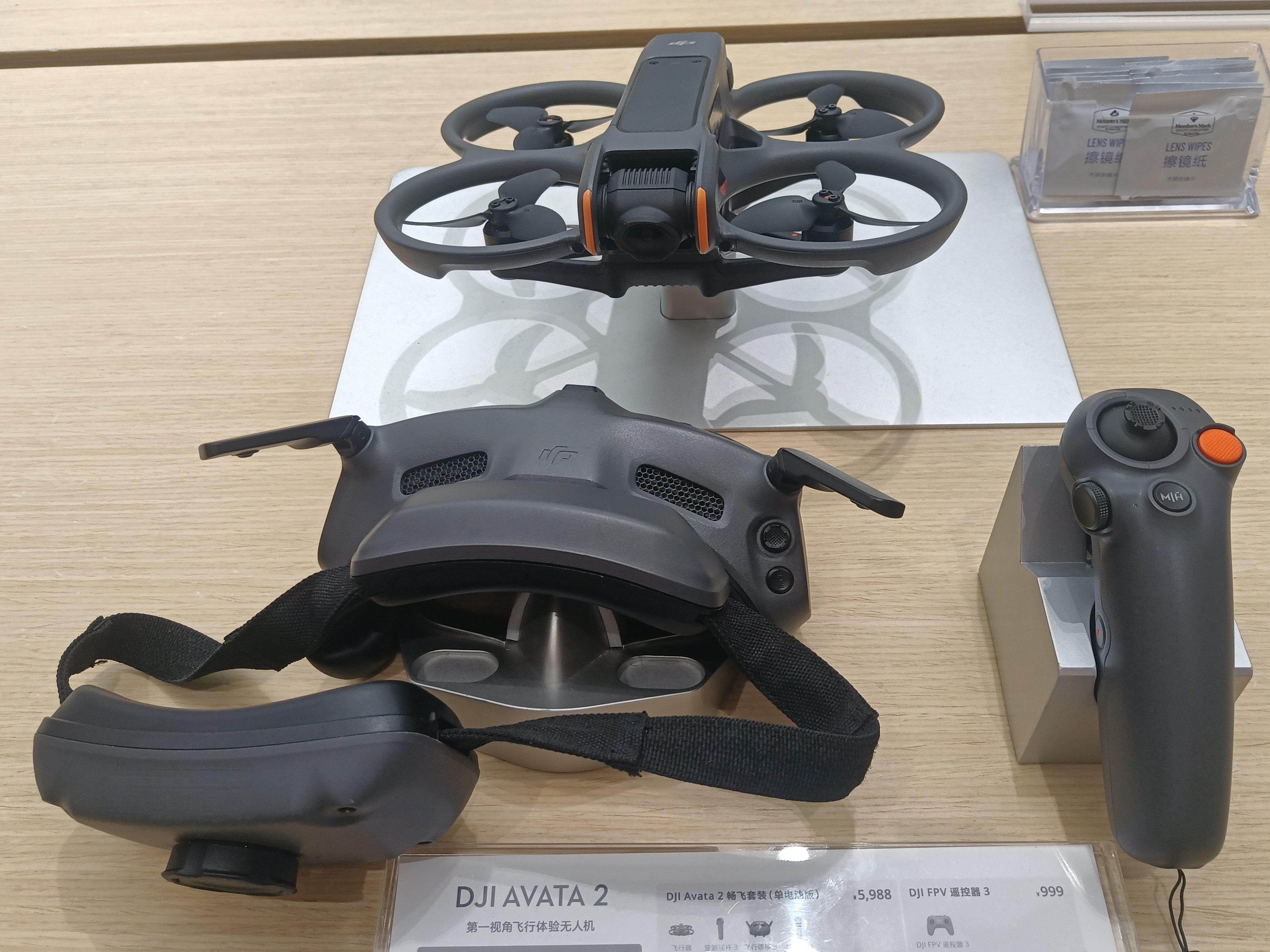
Avata 2 mit FPV-Brille und Controller

## Design und Entwicklung
Modellnummer QF3W4K
Die Avata 2 wurde im April 2024 als Weiterentwicklung der Avata veröffentlicht. Wie das Vorgängermodell handelt es sich bei der Avata 2 um eine FPV-Drohne, die zusammen mit den damals ebenfalls neuen DJI Goggles 3 vermarktet wird. Mit dem neuen Easy ACRO-Modus kann die Drohne im Gegensatz zur Vorgängerin Flips, Rollen und 180° Drifts einfach durchführen. Neu ist auch der 10-Bit D-Log M Farbmodus der größeren 1/1,3" CMOS-Ultraweitwinkelkamera. Die Drohne ist auch in der Lage HDR-Videos aufzunehmen. Für die Videoübertragung kommt OcuSync 4 zum Einsatz, wodurch sich Reichweite und Bitrate verbessert haben. Mit 46 GB ist der interne Speicher der Avata 2 doppelt so groß. Die Hindernisvermeidung hat im Gegensatz zur Avata auch Sensoren nach hinten. Die maximale Flugzeit wurde um 5 Minuten auf insgesamt 23 Minuten verbessert.

## Technische Daten
Quelle: Website des Herstellers
|                           | DJI Avata 2                            |
| UAS-Klasse                |                                        |
| Einführungsjahr           | 2024                                   |
| Startmasse                | 377 g                                  |
| Maße (ohne Propeller)     | 185 × 212 × 64 mm                      |
| max. Flugzeit             | 23 Minuten                             |
| Hindernisvermeidung       | Rückwärts, abwärts                     |
| max. Flughöhe (N.N)       | 5000 m                                 |
| max. Reichweite           | 13 km (FCC) 10 km (CE)                 |
| max. Steiggeschwindigkeit | 9 m/s                                  |
| max. Sinkgeschwindigkeit  | 9 m/s                                  |
| Windwiderstand            | 38 hm/h                                |
| max. Geschwindigkeit      | 27 m/s (EU 19 m/s)                     |
| max. Fotoauflösung        | 12 MP                                  |
| max. Videoauflösung       | 4K/60 fps                              |
| Bildsensor                | 1/1,3″ CMOS                            |
| Objektiv                  | 12 mm                                  |
| Sichtfeld                 | 155°                                   |
| Blende                    | f/2.8                                  |
| Zoom                      | ohne                                   |
| Gimbal                    | 1-Achsen                               |
| ISO Foto                  | 100 – 25600                            |
| ISO Video                 | 100 – 25600                            |
| Verschlusszeit            | 1/30s – 1/8000 s                       |
| Max. Video Bitrate        | 130 Mbit/s                             |
| Fotoformat                | JPEG / DNG (RAW)                       |
| Videoformat               | MP4 (H.264 / MPEG-4 AVC, H.265 / HEVC) |
| Akku-Art                  | Li-Ion                                 |
| Akku                      | 2150 mAh                               |
| Positionsbestimmung       | GPS + Galileo + BeiDou                 |
| Übertragungssystem        | OcuSync 4                              |
| Interner Speicher         | 46 GB                                  |
| Betriebstemperatur        | −10 bis 40 °C                          |